# Peresznye
Peresznye est un village et une commune du comitat de Vas en Hongrie.